# Navadni pljučnik
Navadni pljučnik (znanstveno ime Pulmonaria officinalis) je zelnata trajnica iz družine srhkolistovk (Boraginaceae), ki je dokaj razširjena v Evropi. Ima pegaste dlakave liste, spomladi pa odpre sprva rožnate cvetove, ki pozneje postanejo vijolične barve. V ljudskem zdravilstvu velja za zdravilno rastlino proti pljučnim težavam.

## Opis
Navadni pljučnik je zelnata trajnica. Pritlični listi imajo srčasto ali jajčasto obliko, so grobi in nedeljeni ter so izrazito hitro zoženi v pecelj. So rumenozeleni, prisotne pa so tudi okrogle, pogosto ostro zamejene bele lise oz. pege. Zgornja stran lista je gosto pokrita s kratkimi papilami, tj. drobnimi izboklinami različnih oblik iz listne povrhnjice (epidermisa), prisotne pa so še ščetinaste dlake in redki žlezni laski; dlake in laski se nahajajo tudi na steblu. V višino zraste okoli 15 cm. Je polsenčna vrsta.
Cvetovi so zvezdasti z razprostrtim robom in so sestavljeni iz petih zraslih venčnih listov, cvetna časa je zrasla. Cvet je sprva obarvan rdečkasto, nato pa se skozi čas zaradi spremembe pH vrednosti rastlinskih barvil, imenovanih antociani, obarva modro-vijolično. Cveti od marca do maja.
Je diploidna rastlina (2n), število kromosomov pa znaša 14.

## Razširjenost
Navadni pljučnik je razširjen po mnogih deželah Evrope, in sicer na zahodu do Ardenov, na severu do Nizozemske, Danske in osrednje Švedske. Na Norveškem je odsoten, na Britanskem otočju pa je naturaliziran. Na vzhodu sega življenjski prostor do osrednje Rusije in Kavkaza, na jugu pa do severnega Balkana in osrednje Italije. Raste po vsej Sloveniji.
Tipičen življenjski prostor obsega svetle listnate in mešane gozdove (npr. bukov gozd) ter gozdne robove, planjave, rečna nabrežja in gorske travnike do 1.300 m nadmorske višine. Na jugu so pogostejši kot na severu. Raste na svežih in vlažnih, s hranili bogatih karbonatnih, ilovnatih ali glinenih tleh.

## Razmnoževanje
Oprašujejo ga čebele, čmrlji in metulji, plodove pa raznašajo mravlje.

## Uporaba v zdravilstvu
V ljudskem zdravilstvu se navadni pljučnik že od nekdaj uporablja za zdravljenje ali lajšanje različnih težav, predvsem pljučnih bolezni,  kar izhaja iz t. i. Doktrine znakov (angl. Doctrine of Signatures), po kateri bi lahko rastline, ki so podobne določenim delom telesa, uporabili za zdravljenje tistih delov telesa. Zaradi vsebovanja različnih sestavin, kot so silicijeva kislina, saponini, tanini in minerali, naj bi deloval protivnetno ter kot antitusik (zdravilo za pomirjanje kašlja).